# クロックワークナイト 〜ペパルーチョの大冒険〜
『クロックワークナイト 〜ペパルーチョの大冒険〜』（Clockwork Knight　Pepperouchau's Adventure）は、セガから発売されたセガサターン用アクションゲームである。
1994年12月9日に第1作目となる『クロックワークナイト 〜ペパルーチョの大冒険・上巻〜』が発売。その後、1995年7月28日に続編である第2作目『クロックワークナイト 〜ペパルーチョの大冒険・下巻〜』が発売。その後、同年12月15日に『上巻』『下巻』を1本にまとめて追加要素を加えた『クロックワークナイト　ペパルーチョの福袋』が発売された。

## ゲームの内容
人形劇を彷彿とさせる「オモチャの世界」が舞台の一人プレイ用アクションゲーム。セガサターン発売から約1か月後に発売されたセガサターン黎明期の作品の一つで、当初はローンチタイトルである『バーチャファイター』などと並ぶ有力ゲームの一つとして扱われていた。
プレイヤーは、ぜんまい式玩具であるオモチャの騎士「トンガラ・ド・ペパルーチョ3世」を操作し、攫われたオルゴール人形「チェルシー」を救うため大冒険を繰り広げる。グラフィック面は発売当時の最先端技術であった3DCGが使用されており、高品質のポリゴンやCGレンダリングにより、リアルな動きや質感、奥行きのある映像表現が可能となっている。また、アメリカン・アニメーション風の明るく温かみのある世界観も特徴である。
関連商品やイベントとしては、ゲームのグラフィックと世界観を題材にしたCG絵本も発売されたほか、各種雑誌などでゲームに登場する仕掛けのアイデア募集やイラストコンテストなども開催された。また、1995年には、パズルアクションゲーム風の『Clockwork Knight Puzzle』が開発され、海外版セガサターンマガジンなどで情報が発表されたが、発売はされなかった。

### システム
プレイヤーは、主人公である「トンガラ・ド・ペパルーチョ3世」を操作し、ゲームを進めてゆく。グラフィックは3DCGが使用されているが、ゲームとしてはオーソドックスな2D横スクロールアクションゲームである。ベースとなるステージは、上巻・下巻で異なる各4種類で構成されている。
主人公であるトンガラは移動やジャンプなどの基本アクション以外に、物を掴んで動かしたり、持ち上げたりすることも可能。持ち上げた物はそのまま敵にぶつけたり、投げつけたりすることで攻撃にも利用できる。また、トンガラは手にした「ネジけん」で敵を攻撃することが可能。攻撃ボタン1回で剣で突く通常攻撃。さらにボタン連打で突き出した剣をねじ巻きの要領で回転させる連続攻撃を繰り出す。この剣は先端が鍵になっているため、特定のギミックに剣を差し込んでから回すことで仕掛けを起動したりすることもできるようになっている。
トンガラは敵の攻撃やトラップなどに接触するとダメージを受け、ライフを一つ失う。所持しているライフを全て失う、制限時間内のステージクリアに失敗するなどの条件を満たすとミスとなり残機を一つ失う。さらに残機がゼロの状態でミスするとゲームオーバーとなる。

## ストーリー

### プロローグ
舞台はとある家の子供部屋。この家には、不思議な仕掛け時計が夜の12時を指してから夜が明けるまでの間、命を持ったオモチャたちがひとりでに動き出す「オモチャの国」があった。仕掛け時計のオルゴール人形「チェルシー」はオモチャたちの眠りを覚ますことができる歌声の持ち主で、オモチャの騎士「トンガラ・ド・ペパルーチョ3世」と、そのライバル「ジンジャー」はチェルシーに会えるのを毎晩楽しみにしていた。

### 上巻
ある晩、チェルシーが歌を終えてオモチャたちが動き出した直後、突如何者かによってチェルシーが攫われると同時に、一部のオモチャたちが暴れ出す事件が発生。夜明けまでにチェルシーが仕掛け時計に戻らないとオモチャたちは二度と目覚めることができなくなってしまうため、トンガラとジンジャーはチェルシーの捜索を決意。オモチャの国とさらわれたチェルシーを救うため、それぞれの愛馬とともに旅立つのだった。

### 下巻
冒険の末にチェルシーを助け出したトンガラたちだったが、チェルシーは眠りについたまま目を覚まさない。途方に暮れるトンガラたちだったが、その直後またもや彼らの目の前でチェルシーが謎のオモチャたちに攫われてしまう。今度こそチェルシーを救い出してオモチャの国に平和を取り戻すため、再びトンガラとジンジャーは彼女の後を追うのだった。

## 登場人物

### メインキャラクター
トンガラ・ド・ペパルーチョ3世(Sir Tongara de Pepperouchau III)
本作の主人公。ぜんまい仕掛けで動く「ネジ巻き騎士」の人形。鍵を改造した剣「ネジけん」が武器。
祖父・ガールック、父・オネオンに続くペパルーチョ一族の3代目で、おっちょこちょいだが正義感は強い。
チェルシーに憧れており、攫われた彼女とオモチャの国を救うため冒険へ出発する。
余談だが、ペパルーチョ一族はオモチャ作りの巨匠によって作られ、プレミアが付けられているらしい。
チェルシー(Chelsea)
壁掛け型の仕掛け時計の中に住んでいるオルゴール人形の少女。オモチャたちの眠りを覚ますことのできる不思議な歌声を持つ。性格はおっとりとした感じだが芯が強い面を持つ。
誰からも好かれるオモチャの国のアイドル的存在だったが、何者かに突然攫われてしまう。
余談だが、彼女は物語の舞台となる家に住む家族の女の子の一番のお気に入りである。
ジンジャー(Ginger)
トンガラと同じ「ネジ巻き騎士」の人形。ネジの形がトンガラたちと異なり、独特なものとなっている点が特徴。
トンガラとは対照的にクールなしっかり者だが、トンガラ同様チェルシーには目がない。
また、トンガラのライバル的存在だが、ジンジャー本人はトンガラを好敵手として見ている訳ではなく、時にはトンガラを助けてくれる場面もある。
実はチェルシーに関する重大な秘密を握っており、本人自身はそれに気付いていない。
劇中では別ルートで冒険を繰り広げているため、NPCの扱いとなっているが、『ペパルーチョの福袋』の一部モードでは、プレイヤーキャラクターとして使用できる。その際は使用する武器もトンガラと同じく鍵を改造した剣「ネジけん」を使用する。

### サブキャラクター
プルンチョ
人型のコマ。トンガラの従者であり、3代に渡りペパルーチョ家の元で仕えている。トンガラを何かと子供扱いしてしまう癖がある。
ゲーム内では、各ステージの直前でアドバイスを行う立場てあり、時折攻略のヒントとなる一言を出すことも。
ル・ポン
ピンクと白のツートンカラーを基調とするゴムボール。本編では関西弁で対話する他、漫才染みた言動を示す。
ジンジャーの従者として動いているが、プルンチョとは謎の連帯感がある模様。
ゲーム内ではプルンチョ同様、各ステージのアドバイスを行う立場である。時折、ジンジャーから秘密にしておくように口止めされているヒントをうっかり漏らしてしまうことも。
オネオン・ド・ペパルーチョ
トンガラの父。トンガラと同じ「ネジ巻き騎士」の人形。凡人だが文才があり、詩集も出しているらしいとのこと。
彼も従者のプルンチョ同様に各ステージでアドバイスを行うが、その際には女性のような口調で対話したり女性そのものな仕草のリアクションを示す。
パ・ズール
冠を被り髭を蓄えた老人の顔が描かれた絵合わせパズル。ジンジャーの師匠である。彼は禅に興味があり、いつも瞑想しているとされている。
彼もゲーム内においては、各ステージでトンガラにヒントを与えてくれる立場として動いている。
ソルティア
褐色肌の女性の姿をした香水瓶。自身が香水に関係する点から、香りに強い拘りを持っている。
トンガラを「運命の香り」を持つ存在として陰ながら好意を抱いているが、当のトンガラは彼女に少々ながら苦手意識を持っている。
また、鼻っ柱が高く我侭であり、プライドの高さを各所で見せる点からトンガラは何かと困惑しているようである。
加えて、トンガラがチェルシーに憧れを抱いている点からチェルシーを一方的にライバル視しており、トンガラがチェルシーにデレデレな時にはその都度、周囲へ不機嫌さを見せ付けている。
作中ではカジノを経営しており、各ステージをクリアするとそのカジノにおいて点数アイテムであるクラウンを掛けるゲームに挑戦できる。
彼女もゲーム内においては、各ステージでトンガラにヒントを与えてくれる立場として登場する。
バロバロ
ロバの頭部がデザインされたコルク抜きとワインの小瓶が乗った車輪付きのカゴが合体した存在。トンガラの愛ロバ。
元々は祖父の愛馬を亡くして悲しむトンガラのもとに、プルンチョが代用となるものを探してゴミ捨て場から拾ってきたもので、トンガラたちには恩義を感じている。
『上巻』ではムービーに登場するのみだが、『下巻』では彼に乗って攻略するステージが存在する。
シルバー
ウマの頭が柄にデザインされた靴用ブラシ。ジンジャーの愛馬。主人であるジンジャーのことを誇りに思っている。
選民意識が強いのか性格が悪い面も幾分目立ちがちで、自分を「エリートに選ばれた存在」であるとしてバロバロをバカにする上、ゲーム内ではトンガラを見下しているかのような言動を対話中に見せている。
こちらも『上巻』ではムービーのみの登場だが、『下巻』では一部ステージの隠しゴールの先に登場する。
ガールック・ド・ペパルーチョ
トンガラの祖父でありオネオンの父である、「ネジ巻き騎士」の人形。ペパルーチョ家を興した野心家。
トンガラが夢見がちな性格になったのは、幼い頃に彼の伝説を聞き続けたのが原因だという。
本編においては過去に行方不明となっており、消息も掴めず終いとなっていて、故人のような扱われ方をされているが...

## 評価
ファミ通クロスレビューは40点満点中『上巻』が26点『下巻』が32点ゴールド殿堂入り。
本作は、セガサターンの情報発表当初にセガが提唱した新体験である4つの世界「バーチャワールド」「ファンタジックワールド」「ドラマティックワールド」「ニュースタンダードワールド」の内「ファンタジックワールド」を代表するソフトの一つとして挙げられており、本作主人公であるトンガラ・ド・ペパルーチョ3世はセガサターン発売前のパンフレットで解説役を務めるなどセガサターンを代表する看板キャラクターとなることが期待されていた。しかし、本作発売後は美しいCGや工夫を凝らしたアクション面の評価などは高かったものの、上下巻に分かれて発売されたことで単体でのボリュームが少なかった点や、トンガラ自身もソニック・ザ・ヘッジホッグほどの人気を得られなかった点などが要因となり、大きなヒットには至らなかった。
一方、セガサターン初のアクションゲームとして製作された本作の開発ノウハウはライブラリにまとめられ、セガ社内外問わずその後のセガサターンにおけるゲーム開発に役立てられることとなった。

## 関連商品
- クロックワークナイト 〜ペパルーチョの大冒険〜(絵本)
  - 作・絵:クロックワークナイト・チーム　　リブロポート出版　1994年12月1日発行 ISBN 978-4845709717